# Davie Cooper
David Cooper (ur. 25 lutego 1956 w Hamilton, zm. 23 marca 1995 w Cumbernauld) – szkocki piłkarz występujący na pozycji pomocnika.

## Kariera klubowa
Cooper seniorską karierę rozpoczynał w 1974 roku w klubie Clydebank ze Scottish Second Division. W 1976 roku awansował z nim do Scottish First Division. W 1977 roku odszedł do zespołu Rangers. Zadebiutował tam 13 sierpnia 1977 roku w przegranym 1:3 meczu rozgrywek Scottish First Division z Aberdeen. W Rangers spędził 12 lat. Rozegrał tam w sumie 377 spotkań i zdobył 49 bramek. Z zespołem zdobył także trzy mistrzostwa Szkocji (1978, 1987, 1989), trzy Puchary Szkocji (1978, 1979, 1981) oraz osiem Pucharów Ligi Szkockiej (1978, 1979, 1982, 1984, 1985, 1987, 1988, 1989).
W 1989 roku Cooper trafił do drużyny Motherwell. W 1991 roku zdobył z nią Puchar Szkocji. W Motherwell spędził pięć lat. W sumie zagrał tam w 157 meczach i strzelił 17 goli. W 1994 roku powrócił do Clydebank, gdzie w lutym 1995 roku zakończył karierę. 23 marca 1995 roku Cooper zmarł na skutek krwotoku śródmózgowego.

## Kariera reprezentacyjna
W reprezentacji Szkocji Cooper zadebiutował 12 września 1979 roku w zremisowanym 1:1 towarzyskim meczu z Peru. W 1986 roku został powołany do kadry narodowej na Mistrzostwa Świata. Zagrał tam w pojedynkach z RFN (1:2) oraz Urugwajem (0:0). Z tamtego turnieju Szkocja odpadła po fazie grupowej. W latach 1979–1990 w drużynie narodowej Cooper rozegrał w sumie 22 spotkania i zdobył 6 bramek.